# Drinova Međa
Drinova Međa är en ort i Bosnien och Hercegovina.   Den ligger i entiteten Federationen Bosnien och Hercegovina, i den sydvästra delen av landet, 110 km väster om huvudstaden Sarajevo. Drinova Međa ligger 772 meter över havet och antalet invånare är 228.
Terrängen runt Drinova Međa är huvudsakligen kuperad, men västerut är den platt.Närmaste större samhälle är Livno, 3,5 km norr om Drinova Međa. 
Trakten runt Drinova Međa består till största delen av jordbruksmark. Runt Drinova Međa är det ganska tätbefolkat, med 93 invånare per kvadratkilometer.